# Geertje Wielema
Geertje Wielema (Hilversum, 24 juli 1934 – Almere, 18 augustus 2009) was een Nederlands zwemster die met name in de rugslag was gespecialiseerd. Haar sportieve piek lag in de jaren jaren vijftig van de 20e eeuw.
Ze was dochter van Melle Jannes Wielema en Emma Friederike Ecker.
Ze werd als wedstrijdzwemster door Jan Stender, die meer goede zwemmers zou opleiden, getraind bij De Robben. Haar internationale doorbraak kwam bij de Olympische Spelen van 1952 in Helsinki, waar Wielema de zilveren medaille won op de 100 meter rugslag in een tijd van 1.14,5. Door ziekte nam zij nauwelijks getraind aan de Spelen deel. De aankomstrechters (wedstrijdofficials) hadden drie stemmingen nodig om de uitslag van die finale te bepalen. Uiteindelijk werd haar een tweede plaats toegekend, achter de Zuid-Afrikaanse Joan Harrison. Na die Olympische Spelen kwam het tot een breuk tussen De Robben en trainer Jan Stender enerzijds en de familie Wielema anderzijds. De familie verweet trainer Stender een dictatoriale houding. De familie ging verder bij de concurrent van De Robben, HZC.
Twee jaar later behaalde de zwemster bij de Europese kampioenschappen van 1954 in Turijn in totaal drie medailles: goud op de 100 meter rugslag (1.13,2), zilver op de 4x100 meter vrije slag (4.33,2) en brons op de 100 meter vrije slag (1.07,3). 
Ze vergaarde in totaal twaalf Nederlandse titels op de langebaan (50 meter), en dat op verschillende slagen. Wielema vestigde gedurende haar carrière in totaal drie wereldrecords, en werd in 1954 gekozen als eerste Nederlandse Sportvrouw van het Jaar. Ze werd geselecteerd om mee te doen aan de Olympische Spelen van 1956, maar vlak daarvoor besloot Nederland die Spelen te boycotten vanwege de Oostblok-inval tijdens de Hongaarse Opstand. Als gevierd sportvrouw kwam haar portret op een plaatje van Blue Band.
Na haar actieve sportloopbaan trad ze toe tot de sportcommissie van de KNZB en nam in augustus 1959 als uitdaging deel aan de zwemkampioenschappen van augustus 1959 te Appelscha. Na naar zeggen twee weken trainen haalde ze na Ria van Velsen, Lenie de Nijs de derde plaats op de 100 meter rugslag in een tijd van 1:16. Ondertussen bekwaamde ze zich in waterpolo. Ze zwom jarenlang mee in de selecties van het eerste en tweede team van de dan fusievereniging van HZC De Robben. Ze was daar ook bestuurslid.
Buiten het zwemmen werkte ze als secretaresse bij Phonogram Records en medewerkster bij AVRO's Sportpanorama en AVRO Service Salon.
In 1983 was ze een van de organisatoren van een zwemgala gehouden in het Sportfondsenbad Oost.
In 1984 deed ze mee aan AVRO's Sterrenslag; in het sportteam waren haar collegae Atje Keulen-Deelstra, Jan Janssen, Ada Kok, Ruud Geels, Kees Verkerk en Ard Schenk; het team stond onder leiding van Hamilton Richardson.
In Amsterdam-Oost is het Geertje Wielemaplein en een pad naar haar vernoemd.
Zus Emmy Wielema was ook zwemster (stond daarmee ook podia) en waterpoloster.

## Internationale erelijst

### 1952
Olympische Spelen (langebaan) in Helsinki:
- Tweede op de 100 meter rugslag (1.14,5)
- In series uitgeschakeld op de 400 meter vrije slag (6.02,2)

### 1954
Europese kampioenschappen langebaan (50 meter) in Turijn:
- Derde op de 100 meter vrije slag (1.07,3)
- Eerste op de 100 meter rugslag (1.13,2)
- Tweede op de 4x100 meter vrije slag (4.33,2)